# Sphedamnocarpus barbosae
Sphedamnocarpus barbosae är en tvåhjärtbladig växtart som beskrevs av Georg Oskar Edmund Launert. Sphedamnocarpus barbosae ingår i släktet Sphedamnocarpus och familjen Malpighiaceae. Inga underarter finns listade i Catalogue of Life.